# Wunwand
Die Wunwand (3061 m ü. A.) ist ein Berggipfel des Eichhamstocks in der Venedigergruppe in Osttirol (Österreich). Er liegt im Osten des Gemeindegebiets von Prägraten am Großvenediger. Benachbarter Gipfel ist die Wunspitze im Nordosten.

## Lage
Die Wunwand liegt im Südwesten des Eichhamstocks im Bereich der Kernzone des Nationalparks Hohe Tauern. Sie bildet dabei den südwestlichen Abschluss des Eichhamstocks. Nördlich der Wunwand befindet sich das Tal des Kleinen Eichhambächles, westlich das Timmeltal. Direkt an der Südostflanke entspringt der Wunbach. Im Süden der Wunwand erstrecken sich die sogenannten Wallhorner Mäder mit der darunterliegenden Bodenalm und dem Virgental. Von der Wunwand strahlt nach Norden ein Grat aus, der rasch nach Nordosten zur Wunspitze (3217 m ü. A.) abzweigt.

## Aufstiegsmöglichkeiten
Der Normalweg auf die Wunwand führt von der Bodenalm über die steilen südseitigen Grashänge unmarkiert bis zu einer Felsrinne, die auf den ersten Teil des Westgrat führt. Dort finden sich leichte Kletterstellen (Schwierigkeit I nach UIAA), bevor es über den Blockrücken bis zum Gipfel geht. Auch hier befinden sich leichte Kletterstellen in vergleichbarer Schwierigkeit.